# 中島法蘭
中島法蘭（Paris Yui Nakajima-Farran，1989年8月11日—）日本語漢字原名中島勇生，加拿大日裔職業足球運動員，司職後衞，曾效力於香港甲組足球聯賽球隊南華足球隊，於2012年1月被解約。

## 個人生平
中島法蘭出生於日本東京，父親奇雲法蘭是加拿大人，母親中島良子是日本人。
中島法蘭的兄長中島一生也是一名職業足球員，現效力於澳洲職業足球聯賽的布里斯班獅吼 。
2011-12年度球季，中島法蘭加盟香港甲組足球聯賽球隊南華，惟表現未如理想，於2012年1月冬季轉會市場重開後遭球隊解約。